# Abus de droit
L'abus de droit est une notion juridique qui permet de sanctionner tout usage d'un droit qui dépasse les bornes de l'usage raisonnable de ce droit.
Elle existe dans la plupart des systèmes juridiques dits de droit civiliste (droit suisse, français, belge, luxembourgeois, italien, néerlandais, etc. ou pour le droit européen ou international). Par exemple, en matière civile, le recours au mariage blanc dans le but d'obtenir la naturalisation ou une autorisation de séjour constitue un abus de droit.
D'origine prétorienne, l'identification et l'interdiction de l'abus de droit imposent au juge (national ou communautaire) un effort d'analyse « de la proportionnalité des droits exercés vis-à-vis des objectifs pour lesquels ils ont été octroyés et vis-à-vis des droits des tiers ». L'interdiction de l'abus de droit permet d'assurer la cohérence du système juridique communautaire et de garantir un fonctionnement correct du marché intérieur.

## Histoire du concept

### Ius commune
Même si le droit romain se caractérisait par un absolutisme des droits, résumé par le maxime d’Ulpien neminem laedit qui suo iure utitur « ne lèse personne celui qui use de son droit », il n'est jamais parvenu à l'unanimité comme démontrent d'autres maximes :
- male enim nostro iure uti non debemus, « nous ne devons pas user de notre droit injustement » (Gaïus, Institutes, 1, 53) ;
- summum ius summa iniuria, « l'application excessive du droit conduit à l'injustice » (Cicéron, De officiis, 1, 33).

Dans le droit canonique, Henri de Suse (1200–1271) a contribué à l’évolution de la doctrine d’équité en ce qui concerne l’interdiction de l’abus de droit. Sensible aux faits sociaux de son époque et peu enclin à l’autorité universelle du pape, il a combattu en multiples commentaires l’application stricte du droit (neminem leadit qui suo iure utitur) en faveur d’une application faisant place à l’équité et à l’interdiction de l’abus de droit.
Le juriste scolastique Fernando Vázquez de Menchaca (1512–1569), seul membre laïque dans le cercle de l’école de Salamanque, a formulé le principe comme suit : « Legis imperium esse ad meram civium utilitatem, non ad eorum laesionem, sicque quo casu ea lex uni civi noceret, et reliquis non prodesset, non potest non cessere ex naturali ratione ; aliter enim ea lex inofficiosa esset, hoc est, suae destinationi contraria ». D’où il déduit : « Iure et libertate nostra uti non possumus cum id nemine prodest et alteri nocet ».
La doctrine de l’aemulatio vicini a été élaborée notamment par Cino da Pistoia et Balde, dans le cadre de l’autorisation impériale pour des ouvrages publics destinés à concurrencer des villes voisines. Ce sont les glossateurs et postglossateurs qui utilisent l’autorité du passage Dig. 50, 10, 3 en l’étendant à des actes dont le seul but est de nuire à autrui et qu’ils couvrent d’opprobre juridique. Une expression classique de ces idées se trouve chez Bartole : « Quilibet potest facere in suo quod vult, dummodo faciat non animo nocendi alteri ». Les postglossateurs mettent aussi l'accent sur l’intention de nuire qui sous-tend la cautio damni infecti et l’actio aquae pluviae arcendae.

## Dans le monde
Avec l'apparition d'un marché mondialisé renforcé par l'OMC et ses règles qui ont rapidement pris force de loi, des abus de droits à grande échelle ont été rendus possibles.
Par exemple le brevetage du vivant (rendu possible par une première jurisprudence ayant accordé un brevet pour une bactérie dégradant le pétrole) a été rapidement vivement critiqué par les pays pauvres et par de nombreux auteurs qui estimaient qu'on ne pouvait par exemple breveter des gènes ou des bactéries qui ne sont pas une pure création de l'Homme, surtout à partir de souches sélectionnées durant des millénaires par les agriculteurs ou pouvant être considérées comme faisant partie du bien commun de l'humanité (blé, riz, maïs…). La révocation des brevets BRCA1 par l'Office européen des brevets a ainsi été considérée comme mettant fin à un abus de droit revendiqué par certains chercheurs ou par l’industrie des biotechnologies.

### Convention européenne des droits de l'homme
L'article 17 de la Convention européenne des droits de l'homme énonce :
« Article 17 – Interdiction de l’abus de droit - Aucune des dispositions de la présente Convention ne peut être interprétée comme impliquant pour un État, un groupement ou un individu, un droit quelconque de se livrer à une activité ou d’accomplir un acte visant à la destruction des droits ou libertés reconnus dans la présente Convention ou à des limitations plus amples de ces droits et libertés que celles prévues à ladite Convention »
Cet article est souvent invoqué par la cour pour rejeter les requêtes venant d'extrémistes pour propager des valeurs incompatibles avec d'autres droits prévus par la convention.

### Union européenne
Le droit communautaire peut être abusivement utilisé par des entreprises ou particuliers invoquant par exemple la liberté de circulation pour échapper à une législation nationale fiscalement ou socialement ou environnementalement plus exigeante et pour se faire appliquer une autre, plus favorable à leur intérêt (on parle parfois de dumping fiscal, social ou environnemental).
Dans les domaines harmonisés, des personnes ou des entités peuvent chercher à indûment profiter d'avantages tirés du droit communautaire par un accomplissement formel des conditions de son application. Pour limiter ce type d'abus, la Cour de justice de l'Union européenne construit un appareil juridique de lutte contre ces comportements abusifs, classant la lutte contre l'abus de droit parmi les raisons impérieuses d'intérêt général et la jurisprudence récente fait que l'acquisition du statut de principe général du droit communautaire ne peut plus être contestée.

### France
- Arrêt fondateur en France : Cass. req., 3 août 1915, pourvoi no 00-02378, Clément-Bayard ; extrait :

« [...] il ne peut y avoir abus de droit que si le propriétaire exécute chez lui, sans aucun profit pour lui-même, un acte qui apporte un trouble au propriétaire du fonds voisin restant dans les limites de sa propriété [...] »

### Québec
L'abus de droit est reconnu en droit québécois. Il a d'abord fait l'objet d'une reconnaissance dans l'arrêt Houle c. Banque canadienne nationale et il a ensuite été codifié à l'article 7 du Code civil du Québec.

### Suisse
La notion d'abus de droit a été intégrée dès l'introduction du Code civil suisse en 1912 ; elle est considérée comme une des grandes innovations d'Eugen Huber. L'article 2 dispose que « l’abus manifeste d’un droit n’est pas protégé par la loi ».
Le Code de procédure pénale suisse précise que les autorités pénales respectent « l'interdiction de l’abus de droit ».